# Stictoptera nigristigma
Stictoptera nigristigma là một loài bướm đêm trong họ Noctuidae.